# 謝勒德
舒路達（Schroeder）是美國漫画作品《花生漫畫》中的一个角色。
舒路達是一个儿童音乐家，钢琴弹得非常棒，视音乐为它的生命，貝多芬為其偶像，他能Tygh以兒童玩具鋼琴演奏貝多芬的作品。讀者曾詳細考證漫畫中所有出現的貝多芬樂譜出處。
舒路達參加查理布朗棒球隊，職責是捕手。露西非常喜歡谢勒德，因此平時蠻橫的露西在他面前是异常温柔，且積極示好，谢勒德為此不堪其擾，但有一回露西搬家，讓他有些悵然若失。